# Gastón Arturia
Gastón Alberto Arturia (San Martín, Provincia de Mendoza, Argentina; 29 de octubre de 1999) es un futbolista argentino. Juega como marcador central y su primer equipo fue Ferro de General Pico. Actualmente milita en Orense de la Serie A de Ecuador. Es hermano del también futbolista Marcos Arturia.

## Trayectoria

### Inicios
Oriundo de Mendoza, Gastón Arturia se inició futbolísticamente en el club San Martín, tuvo un paso por las inferiores de Talleres de Córdoba entre 2016 y 2018, y luego regresó a su provincia natal para sumarse a Godoy Cruz, donde llegó hasta la Reserva.

### Ferro de General Pico
En 2021, tras quedar libre del Tomba, se incorporó a Ferro de General Pico para disputar el Torneo Federal A. Allí hizo su debut como profesional el 11 de abril, en empate 1-1 como visitante ante Sol de Mayo de Viedma: ese día ingresó a los 20 del ST en reemplazo de Germán Mendoza.

### Estudiantes de Río Cuarto
En diciembre de 2021 se transformó en refuerzo de Estudiantes de Río Cuarto.

### Unión de Santa Fe
El 20 de enero de 2025 se hizo oficial su llegada a Unión de Santa Fe, firmando contrato por tres años.

### Orense
Luego de un semestre donde no sumó minutos, en junio de 2025 Unión decidió cederlo a préstamo a Orense de la Serie A de Ecuador hasta fin de año.

## Clubes
- Actualizado al 16 de agosto de 2025

| Club                       | Div.                | Temporada           | Liga | Liga | Copa Nacional | Copa Nacional | Copa Internacional | Copa Internacional | Total | Total |
| Club                       | Div.                | Temporada           | PJ   | G    | PJ            | G             | PJ                 | G                  | PJ    | G     |
| -------------------------- | ------------------- | ------------------- | ---- | ---- | ------------- | ------------- | ------------------ | ------------------ | ----- | ----- |
| Ferro (GP) Argentina       | 3.ª                 | 2021                | 23   | 0    | -             | -             | -                  | -                  | 23    | 0     |
| Ferro (GP) Argentina       | Total               | Total               | 23   | 0    | -             | -             | -                  | -                  | 23    | 0     |
| Estudiantes (RC) Argentina | 2.ª                 | 2022                | 31   | 1    | -             | -             | -                  | -                  | 31    | 1     |
| Estudiantes (RC) Argentina | 2.ª                 | 2023                | 36   | 3    | 3             | 0             | -                  | -                  | 39    | 3     |
| Estudiantes (RC) Argentina | 2.ª                 | 2024                | 36   | 0    | 1             | 0             | -                  | -                  | 37    | 0     |
| Estudiantes (RC) Argentina | Total               | Total               | 103  | 4    | 4             | 0             | -                  | -                  | 107   | 4     |
| Unión Argentina            | 1.ª                 | 2025                | 0    | 0    | 0             | 0             | 0                  | 0                  | 0     | 0     |
| Unión Argentina            | Total               | Total               | 0    | 0    | 0             | 0             | 0                  | 0                  | 0     | 0     |
| Orense · Ecuador           | 1.ª                 | 2025                | 9    | 0    | 0             | 0             | -                  | -                  | 9     | 0     |
| Orense · Ecuador           | Total               | Total               | 9    | 0    | 0             | 0             | -                  | -                  | 9     | 0     |
| Total en su carrera        | Total en su carrera | Total en su carrera | 135  | 4    | 4             | 0             | 0                  | 0                  | 139   | 4     |